# Заклятье. Шёпот ведьм
«Заклятье. Шёпот ведьм» — российский фильм ужасов 2024 года режиссёра Серика Бейсеу.

## Сюжет
Детектив Пол приезжает в глухую деревню расследовать крайне жестокое убийство подростка, произошедшее в старой усадьбе. Пол сам вырос в этих местах, и слышал легенду, что в этой усадьбе много лет назад жила старуха-ведунья, и на старинный фонограф в виде музыкальной шкатулки, записано её заклинание, способное забирать души живых, возвращая вместо них усопших. Пол хочет найти фонограф и использовать его, чтобы спасти собственного сына, который в результате автомобильной аварии впал в кому. В ходе расследования детективу предстоит столкнуться с собственными детскими психотравмами, а также с потусторонним существом, шепот которого способен погрузить человека в вечный сон.

## В ролях
- Артур Бесчастный — Пол
- Марьяна Спивак — София
- Софья Шидловская — Яна
- Игорь Грабузов — Ник
- Сергей Сафронов — Артур
- Валерия Кот — Джули
- Илья Виногорский — Рон
- Кирилл Русин — Кевин
- Артём Фадеев — Пол в молодости
- Равиль Батыров — Ник в молодости
- Иван Рысин — Артур в молодости
- Марина Гришакова — София в молодости
- Семён Дорин — Томми
- Максим Иванов — Люк
- Андрей Князев — Вилли
- Коля Ноекёльн — мама Яны
- Кирилл Якушенко — Мара
- Алексей Лысенко — патологоанатом
- Елена Агеева — старуха
- Иван Горячев — полицейский
- Юлия Воротынцева — служанка
- Дарья Богатырёва — жертва

## Прокат
Фильм вышел в прокат 13 июня 2024 года, в первый уикенд занимал 10-ю строчку проката с кассовыми сборами в с 9,7 млн рублей, всего за месяц проката фильм посмотрели 89 590 зрителей, общие кассовые сборы составили 28 980 749 руб. ($ 325 553).

## Рецензии
- Дмитрий Бортников — «Заклятье. Шёпот ведьм»: похорони свою совесть // RussoRosso, 19 июня 2024
- Ксения Щетинина — «Заклятье. Шепот ведьм»: очередной провальный российский хоррор на западный манер // 7 дней, 24 июня 2024
- Вячеслав Иванов — Сняли для Запада, но «подсунули» нам: в прокат вышел российский хоррор «Заклятье. Шепот ведьм» // Блокнот.ру, 13 июня 2024